# Colastes mellipes
Colastes mellipes är en stekelart som först beskrevs av Léon Abel Provancher 1880.  Colastes mellipes ingår i släktet Colastes och familjen bracksteklar. Inga underarter finns listade i Catalogue of Life.